# The Reichenbach Fall
The Reichenbach Fall (La caída de Reichenbach en español) es el sexto episodio de la serie británica Sherlock. Es el tercero de la segunda temporada, y último capítulo de dicha temporada.
Está basado en el relato El problema final, donde Moriarty intenta desacreditar y terminar con Holmes. El título hace referencia a las Cataratas de Reichenbach, el lugar donde Sherlock y Moriarty aparentemente cayeron a su muerte en las obras originales de Arthur Conan Doyle.

## Sinopsis
John (Martin Freeman) vuelve a terapia 18 meses después de la última sesión, y le dice a su terapeuta estas palabras: "Sherlock, mi mejor amigo, ha muerto". Entonces sucede un racconto que nos sitúa tres meses antes, cuando Sherlock (Benedict Cumberbatch) empezó a recibir elogios, reconocimientos y regalos por los casos resueltos, especialmente por la recuperación del cuadro de Turner de The Reichebachfall (Las cataratas de Reichenbach).
Mientras tanto, Jim Moriarty (Andrew Scott), procede a apoderarse de las Joyas de la Corona, y simultáneamente rompe la seguridad del Banco de Inglaterra y abre todas las celdas del Penal de Pentonville, en todos los casos con su teléfono móvil. Antes de romper el cristal de las Joyas, escribe en él "Get Sherlock" (Consígan a Sherlock en español), para que sea visto por las cámaras de seguridad. A continuación se sienta en el trono, y espera tranquilamente a que llegue la policía (entre ellos el Inspector Lestrade (Rupert Graves) y la Sargento Sally Donovan (Vinette Robinson)).
Sherlock es llamado para testificar en el juicio contra Moriarty. Aunque explica que se trata de una mente criminal, su alarde de superioridad lo hace encerrar por desacato, a lo que su testimonio es ignorado. Al rato, paga la fianza y regresa al 221B Baker Street). Finalmente, Moriarty (que ha amenazado a los miembros del jurado con acabar con sus familias) es declarado inocente. Al salir del Tribunal, visita a Sherlock, toman el té, y se despide dejando un mensaje: "IOU" ("I owe you", Te lo debo). Al tiempo, John ha sido llamado por Mycroft (Mark Gatiss), quien le advierte que varios asesinos internacionales se han mudado cerca de ellos, y le pide que tenga cuidado con Sherlock.
Sherlock y John investigan el secuestro de los hijos del embajador de los EE. UU., algo que forma parte del plan de Moriarty para acabar con Sherlock, intentando hacer creer a todos que éste inventó y planeó los casos para luego resolverlos. Al encontrar a los niños, la hija del embajador está traumatizada con el detective, y empieza a gritar al verle. Sally Donovan y Anderson (Jonathan Aris) están convencidos de que Sherlock es el culpable, e incluso de que hizo lo mismo en todos los casos, pero Lestrade discrepa. Por orden del comisario, intentan detener a Sherlock, pero éste escapa, con la cooperación de John como su "rehén", convirtiéndose en fugitivo. Se dan cuenta de que el mensaje de "Get Sherlock" iba para los asesinos internacionales, quienes están convencidos de que Moriarty le dio a Sherlock el código fuente con que entró, como con una llave universal, a por las Joyas, al Banco, y al Penal.
Sherlock y Watson van a casa de una reportera que iba a publicar la exclusiva sobre el falso Sherlock, Kitty Riley (Katherine Parkinson), quien fue despreciada por Sherlock en el juicio de Moriarty. Ahí se topan con que Moriarty se encuentra bajo la falsa identidad de Richard Brook, que finge ser un actor contratado por Sherlock para interpretar a Moriarty. Ahora que los medios están a punto de hacer caer a Sherlock, se prepara para su jugada final, pidiendo ayuda a Molly Hooper (Louise Brealey). Mientras, John va a buscar a Mycroft al Club Diógenes, para preguntarle cómo es posible que alguien sepa tanto de la vida de Sherlock, ya que la historia que Kitty Riley encajaba con la realidad. Mycroft confiesa haberle contado datos de la vida de su hermano a Moriarty durante los interrogatorios que le hizo, y que por eso le pidió que le cuidase. Al tiempo, Sherlock deduce que el código usado por Moriarty se lo contó con los toques de los dedos que se dio en la rodilla durante su visita (un golpe sería un uno, y cada pausa, un cero (código binario)).
John encuentra Sherlock en el laboratorio de Barts, pero recibe la llamada de que han agredido a la señora Hudson (Una Stubs), y va para allá, enfadándose con Sherlock quien decide quedarse, pero en realidad sube al tejado del hospital para resolver con Moriarty su "problema final". Sherlock le dice que entendió el chiste sobre Richard Brook (que en alemán sería "Reichen Bach"), y que con el código puede eliminarlo y recuperar la identidad de Moriarty. Moriarty se enfada con Sherlock, y revela que no hubo ningún código, sólo personas infiltradas que derribaron la seguridad desde el interior. Moriarty quiere que Sherlock se suicide, para rematar la historia: el genio falso es descubierto y se quita la vida humillado. Además, si no lo hace, las tres personas que conforman el corazón de Sherlock (John, Lestrade y la señora Hudson) se quemarían.
Sherlock deduce que debe haber una clave para liberar a sus amigos, y asegura a Moriarty que está dispuesto a todo, y que ambos son iguales. Moriarty también se da cuenta de ello, y tras estrecharle la mano a Sherlock, se suicida de un disparo en la cabeza, para que Sherlock no pueda obtener los códigos para cambiar la orden que haría morir a los amigos de Sherlock si éste no saltaba desde el edificio.
Sin otra alternativa, Sherlock llama a John, que ha vuelto de Baker Street al comprobar que era falso que habían agredido a la señora Hudson. En la llamada, admite haber mentido desde el principio, y da la razón a la periodista. También le pide que se lo cuente a todos. John no le cree, pero Sherlock se despide con un "Adiós, John", antes de tirarse desde el tejado de Barts. John corre hacia él, pero es arrollado por un ciclista. Medio mareado, se logra acercar, y logra ver y tocar el cadáver de Sherlock antes de que se lo llevaran al hospital.
Volvemos a ver la terapia de John, quien no es capaz de hablar más. Mientras, Mycroft lee The Sun, que tiene el titular de "El suicidio del falso genio". Más tarde, John visita la tumba de Sherlock con la señora Hudson, le pide que no esté muerto y le asegura que no creerá jamás que Sherlock fuera un impostor. Mientras se aleja, la cámara gira, pudiéndose ver a Sherlock observando la escena con tristeza antes de irse.

## Final
Se ha confirmado una tercera temporada, lo cual asegura que Sherlock Holmes sobrevivió (y que no fue un fantasma lo que se vio observando a John). Muchas teorías sobre productos químicos, maniquíes, etc. han circulado por la red. Sin embargo, Steven Moffat afirma que "los fans han pasado por alto una gran pista".
Además, ha asegurado que Moriarty sí murió.

## Alusiones
La escena del clímax está basada en el relato El problema final. Holmes y Moriarty se enfrentan, mientras John va a auxiliar a la señora Hudson. En el relato original la señora Hudson es reemplazada por una compatriota que quería únicamente un médico inglés pero que resultó ser una añagaza.
La visita de Moriarty a Baker Street es un tributo a la película de 1945 The Woman in Green.
El secuestro de los hijos del Embajador hace alusión a La aventura del colegio Priory, en la que el hijo de un ilustre duque desaparece de una escuela de renombre. El modo en que el secuestrador entró en el plantel cuando aún las puertas estaban abiertas y permaneció escondido hasta el momento de actuar está inspirado en la primera parte de la novela holmesiana El valle del terror. 
Uno de los hombres sentados en el Club Diógenes está interpretado por Douglas Wilmer, un actor conocido por haber interpretado a Sherlock Holmes en 1964.